# أورورا فلايت ساينس
أورورا فلايت ساينس (Aurora Flight Sciences) هي شركة أمريكية متخصصة في أبحاث الطيران وعلومه، تابعة لشركة بوينغ وتتخصص بشكل أساسي في تصميم وبناء المركبات الجوية غير المأهولة ذات الأغراض الخاصة. تم إنشاء أورورا منذ أكثر من 20 عامًا ويقع مقرها الرئيسي في مطار ماناساس الإقليمي في ماناساس، فيرجينيا.

## تاريخ
في عام 1989، تأسست الشركة في الإسكندرية، فيرجينيا، كمتابعة لمشروع معهد ماساتشوستس للتكنولوجيا ديدالوس.
في عام 1991، كانت أول طائرة لها هي بيرسيوس لإثبات مفهوم (POC) والتي صنعت لناسا والذي حلقت لأول مرة في ناسا درايدن. تبعه اثنان من (Perseus As) وواحد (Perseus B) تم تصميمهما جميعًا لبرنامج ناسا إيراست. كما تم بناء محرك مزدوج ثيسيوس.
في عام 1995، انضمت أورورا إلى فريق غلوبال هوك وتواصل بناء مكونات جسم الطائرة المركبة وتجميعات الذيل من آر كيو-4 لشركة نورثروب غرومان والقوات الجوية الأمريكية.
في عام 2002، حلقت طائرة تجريبية من ارتفاع 100000 قدم لمحاكاة الكثافة المنخفضة للغلاف الجوي للمريخ. شارك أورورا في العديد من برامج ناسا لدراسة كيفية تحليق طائرة على كوكب المريخ.
في عام 2008، استهدفت داربا "فولتشر" الحصول على طائرة بدون طيار يمكنها البقاء في الجو لمدة خمس سنوات على الأقل في الستراتوسفير، وتحمل 1,000 رطل (450 كـغ): اقترحت أورورا ثلاث طائرات بدون طيار تقلع بشكل منفصل ثم تنضم في الرحلة لتشكل جناحًا مسطحًا فعالًا في الليل، وتنطوي على (Z) للحصول على أفضل مجموعة للطاقة الشمسية في وضح النهار.
في عام 2009، عندما طورت أورورا خطها الخاص من الطائرات بدون طيار الصغيرة للإقلاع العمودي المعروفة باسم أورورا العين الذهبية، تم إطلاق البديل الثالث من هذه العائلة، قولدن أيي-80، علنًا في الرابطة الدولية لأنظمة المركبات غير المأهولة معرض أمريكا الشمالية التجاري.
في 5 أكتوبر 2017، أعلنت شركة بوينغ أنها ستستحوذ على أورورا فلايت ساينس.
في أبريل 2018، عندما سمحت داربا لأورورا بنقل التكنولوجيا الممولة من الحكومة للتطبيقات التجارية، يمكن إعادة استخدام الجناح المائل (XV-24A Lightning Strike) ودفعه الموزع لمركبة تاكسي جوي كهربائية تجارية على طول النموذج الأولي للرفع والرحلات البحرية مع عمودي دوارات الطيران والمراوح الثابتة للرحلات البحرية، التي تم كشف النقاب عنها في عام 2017. تخطط أورورا لضبط العديد من المتظاهرين مركزيًا بحلول عام 2020 ولمركبة تاكسي جوي تجريبية بحلول عام 2023 مع استقلالية لاحقًا اعتمادًا على التنظيم.
في ربيع عام 2019، تخطط أورورا لتحليق طائرة بدون طيار عالية التحمل تعمل بخلايا وبطاريات شمسية، أوديسيوس.

### مرافق
لدى أورورا أربعة مرافق لكل منها تركيزه الخاص. يقع المقر الرئيسي للشركة والهندسة في ماناساس بولاية فيرجينيا. تم افتتاح مركز تصنيع في فيرمونت، فيرجينيا الغربية، في عام 1994، وتم نقله إلى بريدجبورت، فيرجينيا الغربية، في عام 2000. تم افتتاح منشأة تصنيع أخرى في ستاركفيل، ميسيسيبي، في عام 2005 قبل أن يتم نقلها إلى مطار جولدن تراينغل الإقليمي القريب في كولومبوس، ميسيسيبي، في عام 2007. تم افتتاح مركز للبحث والتطوير في كامبريدج، ماساتشوستس في عام 2005 حيث تطور أورورا الآن مجموعة من المركبات الجوية الصغيرة.

## الطائرات المنتجة
- Perseus POC
- فرساوس أ
- ثيسيوس
- فرساوس ب
- تشيرون
- مارس فلاير [6]
- 100
- العين الذهبية 50 [7]
- العين الذهبية 80 [8]
- إكسكاليبور [9]
- طائرات Centaur الاختيارية (OPA)
- اوريون
- نسر ضوء الشمس
- أوديسيوس
- تزلج SUAS

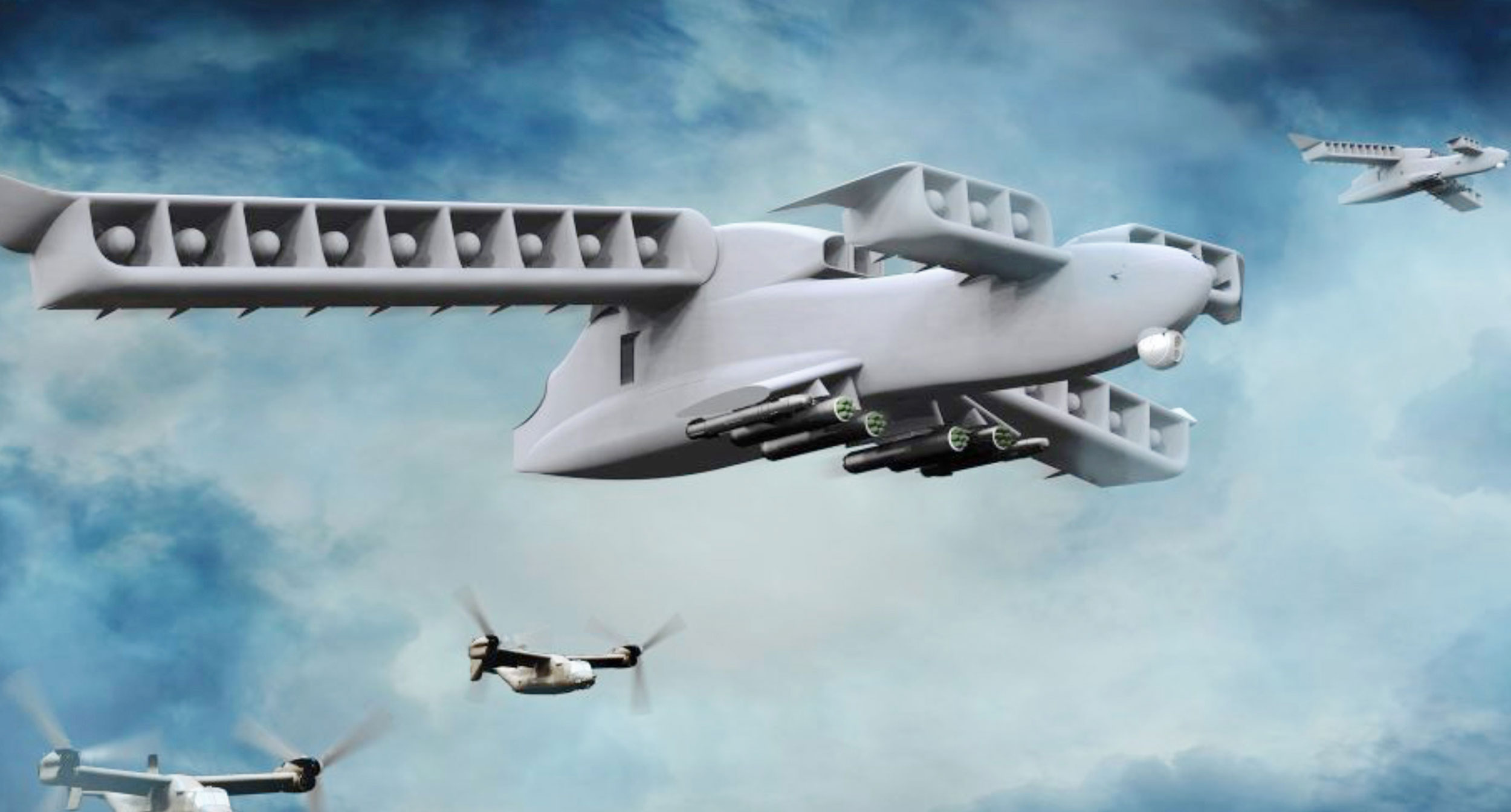
أورورا لايتنينغ سترايك VTOL X-Plane

- نظام اللوجستيات الجوية التكتيكية المستقلة (TALOS)
  - H-6U ليتل بيرد بدون طيار
  - بيل 206
  - UH-1H UAV

### الطائرات المقترحة
- أورورا D8 لناسا من قبل معهد ماساتشوستس للتكنولوجيا - قيد التطوير حاليًا. سيتم إجراء اختبار طيران بحلول عام 2021.[10]
- السفينة الأم من الجيل الثاني من فيرجن غالاكتيك، للجيل القادم من طائرة الفضاء من فئة دلتا، والمتوقع أن يكون عام 2025.[11]

### الطائرات الملغاة
- طائرة الشحن المركبة المتقدمة للقوات الجوية الأمريكية (ACCA) - خسرت أمام شركة لوكهيد مارتن X-55.
- كان أورورا XV-24 لايتنينغ سترايك هو الاقتراح المحدد لبرنامج (VTOL X-Plane)، الذي تم إلغاؤه في أبريل 2018.

## منتجات أخرى
- مساعد الطيار الآلي[12]

## روابط خارجية
- صفحة أورورا الرئيسية